# Audi R18 (2016)
L'Audi R18 est un prototype de voiture de sport développé et construit par Audi Sport conformément à la réglementation LMP1. La voiture a participé au Championnat du monde d'endurance FIA (WEC) 2016 et aux 24 Heures du Mans 2016 ; c'est le dernier prototype construit par Audi avant que la marque ne quitte le WEC.
Elle a gagné les courses des 6 heures de Spa-Francorchamps et de Bahreïn. À Silverstone, la voiture a franchi la ligne d'arrivée en premier mais a  été disqualifiée.

## Développement
Le véhicule est présenté au public le 22 mars 2016. De nombreuses modifications ont été apportées par rapport au véhicule de l'année précédente. Le plus remarquable est l'avant redessiné pour un meilleur aérodynamisme avec des phares déplacés et un nouveau nez rappelant celui d'une monoplace de Formule 1. Le système hybride a été largement revu ; des accumulateurs lithium-ion sont désormais utilisés et l'Audi mise à niveau vers la catégorie des six mégajoules. Une boîte de vitesses à six rapports a été installée au lieu de sept précédemment.
Selon Audi, la nouvelle R18 est plus puissante et efficace.

## Équipage
Audi et sa société affiliée, Porsche, ont utilisé deux véhicules tout au long de la saison WEC, y compris pendant les 24 Heures du Mans, au lieu de trois auparavant.
| no .                                      | Équipe                          | Pneus | Pilote                 | Pilote                   | Pilote                    |
| ----------------------------------------- | ------------------------------- | ----- | ---------------------- | ------------------------ | ------------------------- |
| Championnat du monde d’endurance FIA 2016 |                                 |       |                        |                          |                           |
| 7                                         | Allemagne Audi Sport Team Joest | M     | Suisse Marcel Fässler  | Allemagne André Lotterer | France Benoît Tréluyer    |
| 8                                         | Allemagne Audi Sport Team Joest | M     | Brésil Lucas di Grassi | France Loïc Duval        | Royaume-Uni Oliver Jarvis |